# Beilschmiedia tarairi
Beilschmiedia tarairi là loài thực vật có hoa trong họ Nguyệt quế. Loài này được (A.Cunn.) Kirk miêu tả khoa học đầu tiên năm 1889.